# Hawley, Kent
Hawley är en ort i grevskapet Kent i sydöstra England. Orten ligger i distriktet Dartford, cirka 2,5 kilometer söder om Dartford och cirka 4 kilometer nordost om Swanley. Tätorten (built-up area) hade 1 386 invånare vid folkräkningen år 2021.